# دسته گرگ‌ها
گرگ پک (به انگلیسی: Wolf Pack) یک مجموعه تلویزیونی درام نوجوان آمریکایی است که توسط جف دیویس برای پارامونت پلاس ساخته شده‌است که بر اساس کتابی به همین نام در سال ۲۰۰۴ نوشته ادو ون بلکوم ساخته شده‌است. این سریال در ۲۶ ژانویه ۲۰۲۳ در پارامونت پلاس پخش شد

## بازیگران

### اصلی
- آرمانی جکسون در نقش اورت لانگ، دانش آموز مضطرب دبیرستانی که در جریان ازدحام آتش‌سوزی در جنگل توسط یک گرگینه گاز گرفته شد.
- بلا شپرد در نقش بلیک ناوارو، دانش آموز سرکش دبیرستانی که در جریان ازدحام آتش‌سوزی در جنگل توسط یک گرگینه گاز گرفته شد.
- کلویی رز رابرتسون در نقش لونا بریگز، گرگینه، دانش آموز دبیرستانی و خواهر دوقلوی هارلن
  - آیسلینگ مک‌بی نقش یک لونا بریگز جوان را بازی می‌کند
- تایلر لارنس گری در نقش هارلن بریگز، گرگینه، دانش آموز دبیرستانی و برادر دوقلوی لونا
  - جولیان واندرر نقش هارلن بریگز جوان را بازی می‌کند
- رودریگو سانتورو در نقش گرت بریگز، یک پارک رنجر کالیفرنیا و پدرخوانده هارلان و لونا
- سارا میشل گلار در نقش کریستین رمزی، محقق آتش‌سوزی که در حال بررسی علت آتش‌سوزی جنگل است.

### غیراصلی
- بیلی استندر در نقش فیبی کالدول، دانش آموز دبیرستانی که قبلاً با بلیک دوست بود که از ازدحام آتش‌سوزی جنگل جان سالم به در برد.
- چیس لیفلد در نقش بارون، گرگ آلفا که اورت و بلیک را به گرگینه تبدیل کرد.
- هالی بهار در نقش پریشا احمد، یک پارکبان همکار گرت و تنها کسی که راز دوقلوهای بریگز را می‌داند.
- راینر داون در نقش کودی مالکوم، یکی از علاقه‌مندان سابق هارلن
- لنی جون در نقش جیسون جانگ، افسر پلیسی که با رمزی کار می‌کند
- ریو مانگینی در نقش آستین کرک، دانش آموز دبیرستانی که از ازدحام آتش‌سوزی در جنگل جان سالم به در برد
- استلا اسمیت در نقش تیا پترسون، دانش آموز دبیرستانی که از ازدحام آتش‌سوزی جنگل جان سالم به در برد
- زک نلسون در نقش سایرس نیکس، دانش‌آموز دبیرستانی که پدرش یک آتش‌نشان بود و در جریان ازدحام آتش‌سوزی جنگل در اتوبوس نبود، همچنین مورد علاقه هارلن بود.
- جیمز مارتینز در نقش روبرتو ناوارو، پدر مجرد بلیک و دنی
- ایمی پیتز در نقش کندرا لانگ، مادر اورت بیش از حد کنترل‌کننده و بدسرپرست
- جان ال آدامز در نقش دیوید لانگ، پدر اورت
- شان فیلیپ گلاسکو در نقش کانر رایان، دانش آموز دبیرستانی و دوست اورت که از آتش‌سوزی جان سالم به در برد.
- جیلیان وارد در نقش آنالین سانتیاگو، دختری که مورد حمله گرگ قرار گرفت و جان سالم به در برد.
- گیدئون امری در نقش مالکوم، یک آتش‌نشان تبدیل به سرایدار که در بیمارستان محلی کار می‌کند.
- نوادا خوزه در نقش دنی ناوارو، پسر روبرتو و برادر کوچکتر بلیک، که در طیف اوتیسم قرار دارد.

## تولید

### توسعه
در سپتامبر ۲۰۲۱، اعلام شد که جف دیویس در حال ساخت مجموعه‌ای بر اساس رمان‌های گروه گرگ ادو ون بلکوم برای پارامونت پلاس است.

## فیلمبرداری
فیلمبرداری فیلم در ۲۱ ژوئیه ۲۰۲۲ آغاز شد و تا اواسط نوامبر ۲۰۲۲ ادامه یافت.

## بازخورد و انتقاد
وب‌سایت جمع‌آوری نقد راتن تومیتوز، بر اساس ۲۷ بررسی منتقد، ۴۴ درصد تاییدیه را با میانگین امتیاز ۴٫۹/۱۰ گزارش کرده‌است. بیشتر نقدها مربوط به ۲ قسمت اول بود که قبل از پخش سریال در اختیار منتقدان قرار گرفت. اجماع منتقدان این وب‌سایت می‌گوید: «سارا میشل گلار، ملکه ژانر، تمام تلاشش را می‌کند تا این گروه گرگ‌ها را رهبری کند، اما برای نجات بخشی که دندان‌هایش به اندازه کافی در منبع اصلی فرونمی‌رود، کافی نیست.» متاکریتیک، که از میانگین وزنی استفاده می‌کند، بر اساس ۱۲ منتقد، امتیاز ۴۰ از ۱۰۰ را به خود اختصاص داده‌است که نشان دهنده «بررسی‌های مختلط یا متوسط» است.
جک سیل در نقد خود برای گاردین ۱/۵ ستاره به قسمت اول سریال داد و از بازی چوبی، دیالوگ‌های مزخرف و طرح نامفهوم انتقاد کرد. نقد و بررسی ورایتی اعلام کرد که «بزرگ‌ترین نقطه فروش ولف پک ' سارا میشل گلار به یک درام نوجوانان فراطبیعی بود - اما حتی اجرای او ضعیف و بی تأثیر است».

## پربیننده مخاطب
در ۱ مارس ۲۰۲۳، درپ بر اساس داده‌های جمع‌آوری‌شده توسط ParrotAnalytics.com, سریال دسته گرگ‌ها را به عنوان یکی از «پربیننده‌ترین سریال‌ها» معرفی کرد. طبق Media Play News، این سریال هشتمین سریال اصلی پربیننده در تمام پلتفرم‌های پخش در ایالات متحده در طول هفته ۵ فوریه ۲۰۲۳، نهم در هفته ۱۹ فوریه، دهمین سریال در طول هفته بود. هفته ۵ مارس نهم در هفته ۱۲ مارس و دهم در هفته ۱۹ مارس شد.